# Jóreménység-altáró

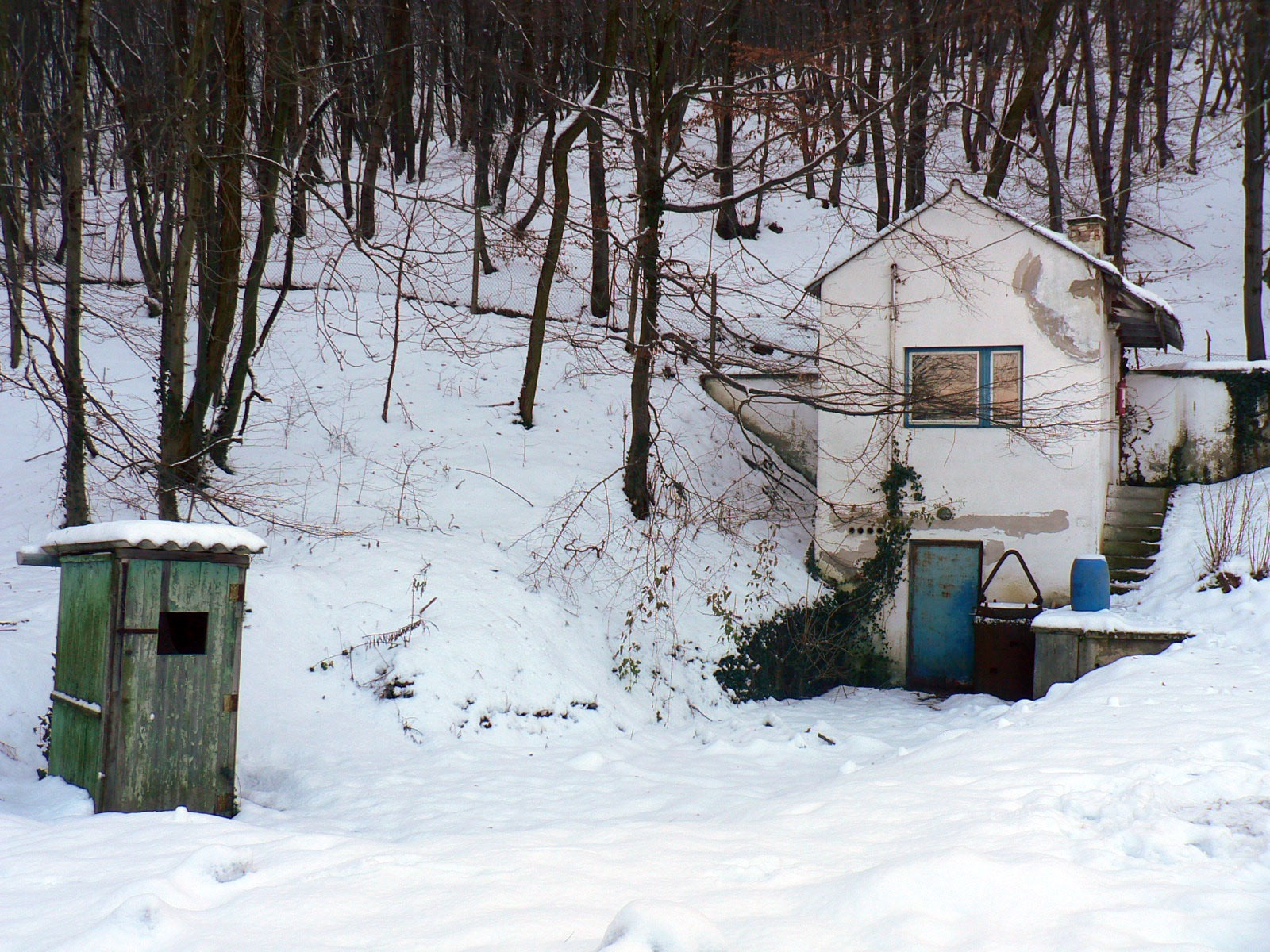
A Jóreménység altáró helye 2010 telén - a bányavágat a kék ajtó mögött nyílt

A Jóreménység-altáró a Pilisi szénmedence Nagykovácsi, Pilisszentiván, Pilisvörösvár és Solymár közigazgatási területe alatt elterülő szénmezejének egyik legnagyobb jelentőségű és valószínűleg legnagyobb kiterjedésű szénbányája volt, amely több mint két évtizeden keresztül működött az 1940-es és 1960-as évek között. Létesítésének fő célja a Nagykovácsi alatt feltárt nagy mennyiségű szénkészlet olyan módon történő kitermelése, hogy a szén szállítása vasúton történhessék meg. Itt zajlott 1954-ben a pilisi bányavidék egyik legnagyobb bányaszerencsétlensége, melyben harmincnál több ember rekedt a mélyben, és közülük hat főt már csak holtan lehetett a felszínre hozni. A bányaüzem bezárása után az altáró fő járatát több ponton elfalazták, de a bejárati szakaszt évtizedeken keresztül használták különböző célokra. Az egykori bányaüzemi épületek közül több ma is áll.

## Története
Pilisszentiván térségében első alkalommal még az 1840-es években találtak kitermelésre érdemes minőségű és arra alkalmas mennyiségű barnaszenet, s a következő években meg is indult a rendszeres szénbányászat a térségben, kezdetben külfejtéssel, majd különböző pontokon megnyitott aknákra alapozott bányaüzemek létesítésével (a fontosabbak a működésük fő időszakának időrendi sorrendjében: Erzsébet-akna, Hungária-akna, Solymár-akna, István-akna). Időközben Nagykovácsi alatt még bőségesebb szénmezőre bukkantak, amelynek szénkészletét kisebb-nagyobb magánvállalkozások kezdték meg kitermelni, ám a gazdaságos működést majdhogynem lehetetlenné tette a vasúti szállítás lehetőségének hiánya.
E probléma áthidalására született meg az a terv, hogy a szénmezőt Pilisszentiván felől kíséreljék meg elérni, olyan módon, hogy átfúrják a Zsíros-hegy tömbjét egy, a vízszinteshez közeli lejtésű altáróval, melynek nyitópontjától keskeny nyomtávú bányavasutat építenek ki a pár évvel korábban felhagyott Solymár-akna üzemi területén kialakított pályaudvarig, ott pedig közvetlenül a Budapest–Esztergom-vasútvonal leágazásaként kialakított rakodó állomáson tudják nagyvasúti szerelvényekre rakodni a kitermelt szenet. Az így kiépítendő új kisvasút arra is lehetőséget kínált, hogy az István-aknán kitermelt szenet ugyanerre a rakodó pályaudvarra szállítsák (az István-akna működésének első, mintegy 5 évében más szállítási útvonalat alkalmaztak, ami jelentős szakaszon közvetlenül lakóházak mellett húzódott, így joggal lehetett zavaró a lakosság számára).
Az altáró kihajtását 1943-ban kezdték meg Ajtay Zoltán bányamérnök tervei alapján, de a háborús viszonyok miatt akkor még nem jutottak messzire, sőt amikor a front elérte a Budai-hegység térségét, fel is függesztették a munkálatokat (ekkor még csak 70 méternyi szakasz volt kihajtva). A kihajtást a korábban magánvállalkozások által végzett magyarországi szénbányászat 1946 szeptemberében elrendelt, teljes körű államosítása után, 1947 őszén kezdték újra, miközben a Nagykovácsi területen megnyitott Antal-lejtősakna felől párhuzamosan haladtak a járat kihajtásával, s a két brigád 1948. augusztus 13-án találkozott – bányász szakkifejezéssel élve ekkor „lyukasztottak” a két vágattal. A szénszállítás ezt követően már a következő hónapban megindulhatott, felsővezetékes kisvasúttal, s az ünnepélyes megnyitás alkalmával a bányaüzem Rajk László belügyminiszter nevét vette fel. A Rajk László-altáró elnevezés három évet élt: miután Rajk kegyvesztett lett Rákosinál, és rövid koncepciós pert követően kivégezték, a bányaüzem neve is Jóreménység-altáróra módosult.
A nagykovácsi szénmezőben több bányatelket lehetett elkülöníteni, ezek szénkészletének kitermeléséhez az altáró fő járatából több helyen alakítottak ki leágazásokat; a szétágazó járatok túlnyomó része Nagykovácsi közigazgatási területén húzódott, de egy részük benyúlt solymári területre is. A fő vágat hossza 1320 méter volt, a belőle kiágazó leghosszabb főszakasz, a Nyugati-táró további 2,8 kilométeren húzódott Nagykovácsi nyugati, beépítetlen mezőgazdasági területei alatt

### Az 1954-es bányakatasztrófa
A nagykovácsi temető és a zsíros-hegyi turistaház közötti, ma zömmel hétvégi házas beépítésű területen az 1800-as évek végén és az 1900-as évek elején több magánvállalkozás létesített kisebb-nagyobb kiterjedésű, általában rövid életű bányaüzemet. Az így kihajtott vágatok pontos elhelyezkedése közel fél évszázaddal később, a Jóreménység-altáró működése idején már a szakemberek előtt sem volt teljes mértékben ismert: ennek folyományaként történhetett meg, hogy 1954. június 25-én az Antal-mezőrészben végzett vágathajtás közben a munkálatokkal belefutottak az 1880-1900 között működött Zwierzina-akna régi, elfeledett, és az eltelt évtizedek alatt karsztvízzel megtelt vágatába.
Bár a bányába betörő víz nagy része az altáró lejtése miatt ki tudott folyni a felszínre, a járatokban lévő csillék, gerendák és más tárgyak elsodrása következtében torlaszok alakultak ki, ami miatt a bánya egy részén olyan magas vízállás alakult ki, ami elzárta a menekülés lehetőségét az azon területen dolgozó 44 bányamunkás elől. A mentés gyakorlatilag azonnal megkezdődött, a külszín irányából, több mentőfúrással, de öt bányamunkás – köztük egy hivatásos bányamentő – megfulladt, mielőtt a mentést végzők a munkálatok harmadik napján eljuthattak volna a tartózkodási helyükig, egy hatodik pedig túl nagy mennyiségű szénmonoxidos levegő belélegzése miatt, mentés közben hunyt el.
A vízbetörés után még 15 éven keresztül üzemelt a bánya, ez alatt további területeket vontak be a termelésbe, több kilométernyi új fő szállítóvágat kiépítésével. A felhagyott, kifulladt vágatokat beiszapolták, amihez a szükséges homokot Pilisszentiván területén bányászták ki és kötélpályarendszer segítségével juttatták el a Nagykovácsin kialakított iszapolóhoz, a vizet pedig ugyancsak Pilisszentiván felől juttatták fel, csővezetéken. A négy szakaszból kialakított kötélpályarendszer néhány oszlopa ma is áll még, a legnagyobb egybefüggő szakaszt – a Zsíros-hegy gerincének peremén álló oszlopokat – miután 1969. december 31-ével, a pilisi szénbányák közül utolsóként ennek a bányaüzemnek a leállítását és bezárását is elrendelték, energiapolitikai megfontolások miatt – bányász emlékművé alakították át.

### A bánya az 1956-os forradalomban
Az 1956-os forradalom kitörését követően jelentős számú pilisi bányász (túlnyomórészt a Jóreménység-altárói bányaüzem, kisebb részben más környékbeli bányák dolgozói) vett részt a forradalmi eseményekben. Zömük a Széna-téri csoporthoz csatlakozott, ahol Bányász Brigád néven saját alcsoportot alakítottak. A forradalom leverését követő megtorlások során mintegy húsz bányászt végeztek ki, közülük három fő – Czimmer Tibor, Laurinyecz András és Rusznyák László (a Bányász Brigád megalakítója) – biztosan a pilisszentiváni bányaüzem dolgozója volt.

## A bánya bezárása után

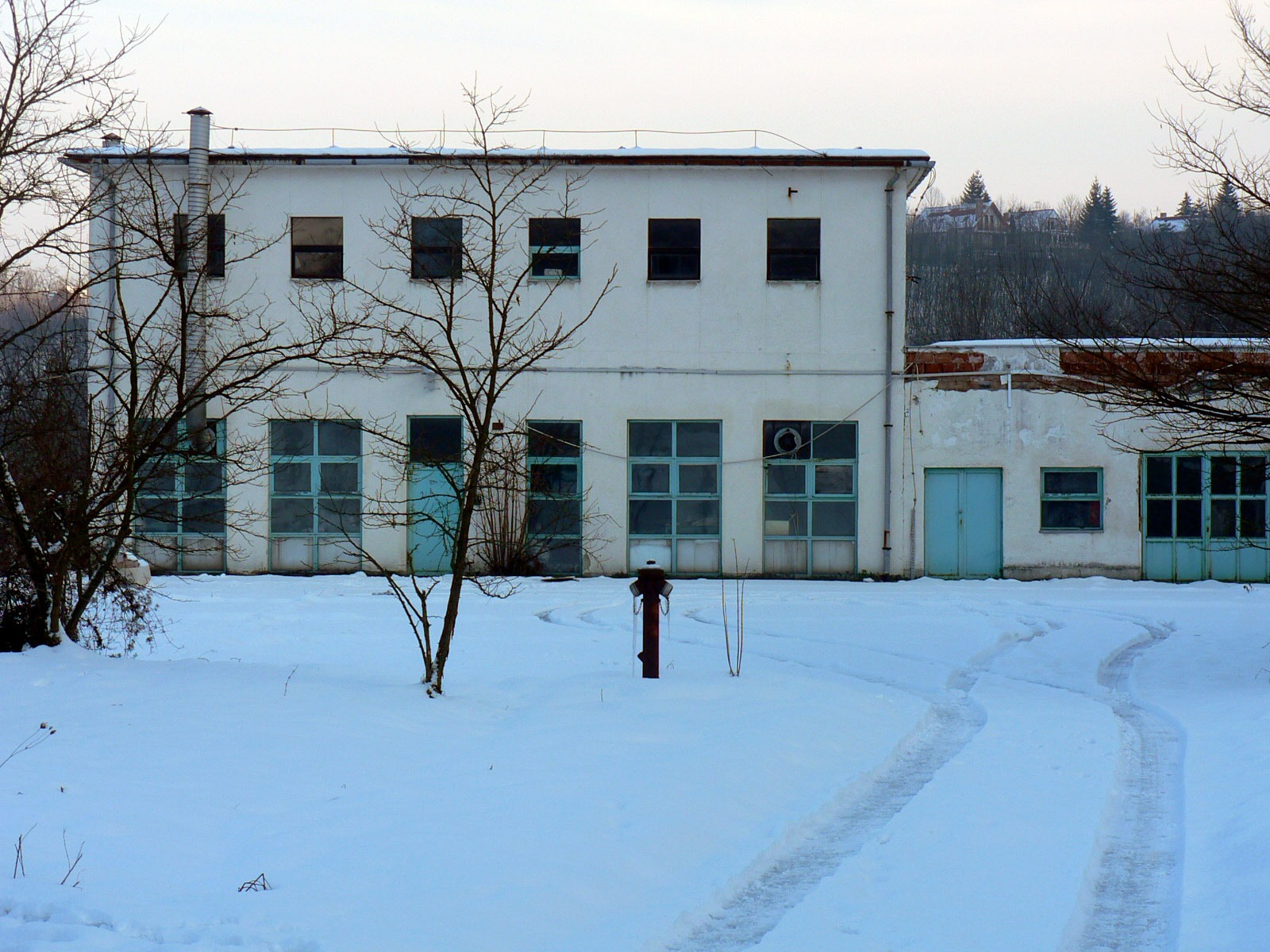
A Jóreménység-altáró egykori fürdőépülete 2010-ben

A bányaüzem leállítását követően a bánya fő szállítóvágatát a bejárattól mintegy 40 méternyire elfalazták, a bejárat elé pedig egy kis épületet építettek. Teljesen felszámolták az altáróból kivezető kisvasúti vasútvonalat is, aminek ma már csak a nyomvonala felismerhető a környező erdőkben, talpfa- vagy egyéb maradványok sehol sem jelzik, hogy az adott szakaszon valaha vasúti járművek közlekedtek. A bányaüzem egykori ingatlanjait az 1990-es évek elején egy magánvállalkozás vásárolta meg.

## Névhasználat
A rendelkezésre álló adatok szerint a Jóreménység-altáró, mint bányászati létesítmény, illetve a hozzá tartozó föld alatti vágatrendszer, valamint a Jóreménység-altárói bányaüzem elnevezése érdemben nem tért el egymástól. Miután a működési ideje túlnyomó részében az altáró volt a legnagyobb földrajzi kiterjedésű bányászati létesítmény, bányaüzeme pedig a legnagyobb dolgozói létszámú bánya a pilisi térségben, a dolgozók és a környékbeli lakosok lényegében azonos módon használták a vágatra és a bányaüzemre is a "Jóreménység-altáró", "altáró", "táró", sőt akár önmagában a "bánya" kifejezést is. A közbeszédben talán a leggyakrabban használt kifejezés mindkettő megnevezésére a "Táró" volt, sokszor tulajdonnévi jellegű használattal is.

## Emlékhelye

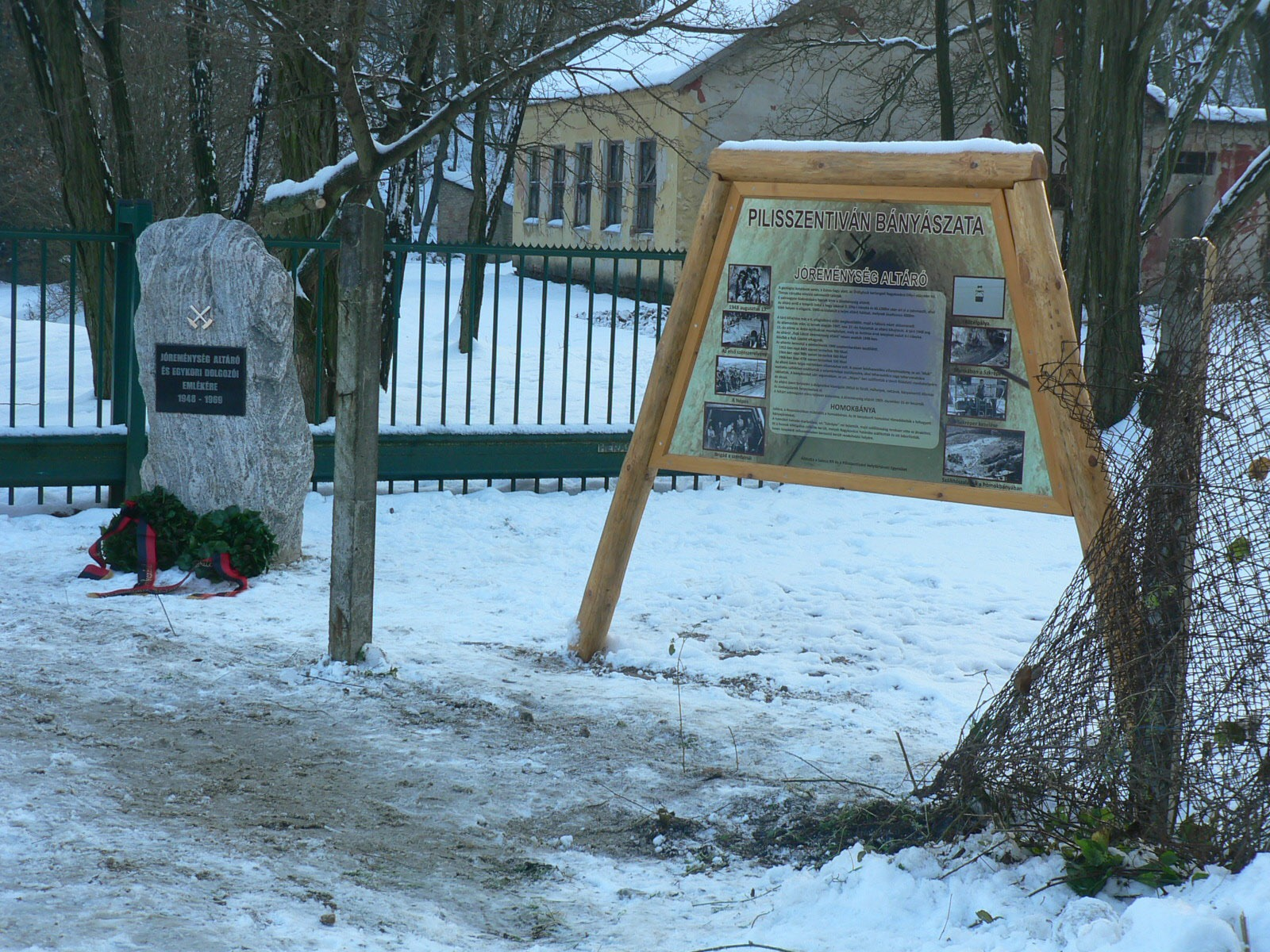
A Jóreménység-altáró emlékhelye a 2010. decemberi avatása után

A telephely bejárata előtt 2010. december 4-én, a községben minden évben megrendezett Borbála-napi bányász ünnepség keretében emlékkövet állítottak a Pilisszentiváni Helytörténeti Közhasznú Egyesület szervezésében, az egykori bánya és az ott dolgozók emlékére. Az emlékkőhöz kapcsolódó információs tábla egyúttal a közelben elterült hajdani homokbánya és a homokszállító kötélpálya emlékét is őrzi.